# Draft de la NBA de 2019
El Draft de la NBA de 2019 se celebró el jueves 20 de junio de 2019 en el Barclays Center de Brooklyn, Nueva York. Los equipos de la National Basketball Association (NBA) se turnaron para seleccionar a los jugadores del baloncesto universitario de los Estados Unidos y otros jugadores elegibles, incluyendo los jugadores internacionales. La lotería del draft tuvo lugar el 14 de mayo, durante la celebración de los playoffs.

## Selecciones del draft

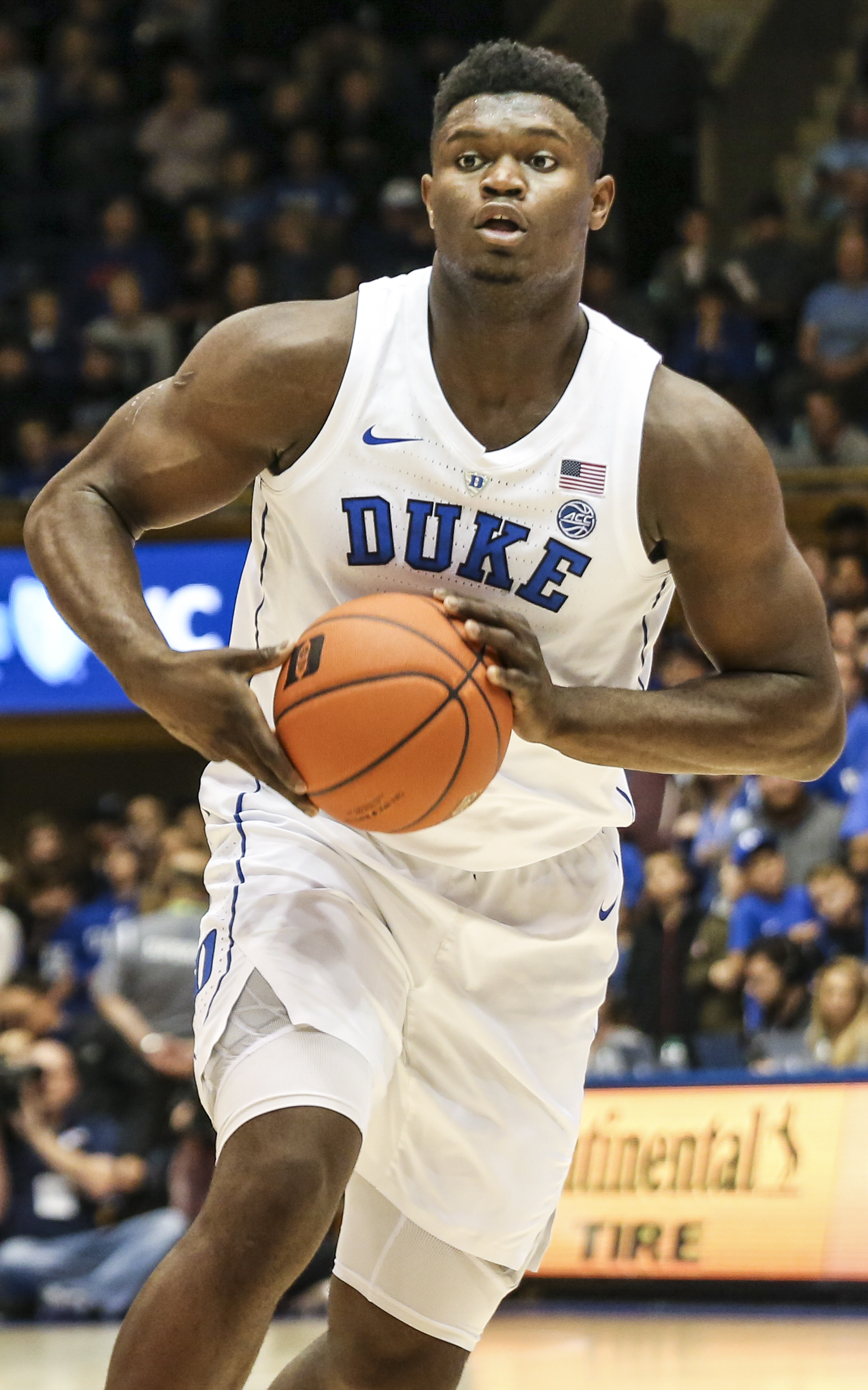
Zion Williamson fue elegido n.º 1 por New Orleans Pelicans.

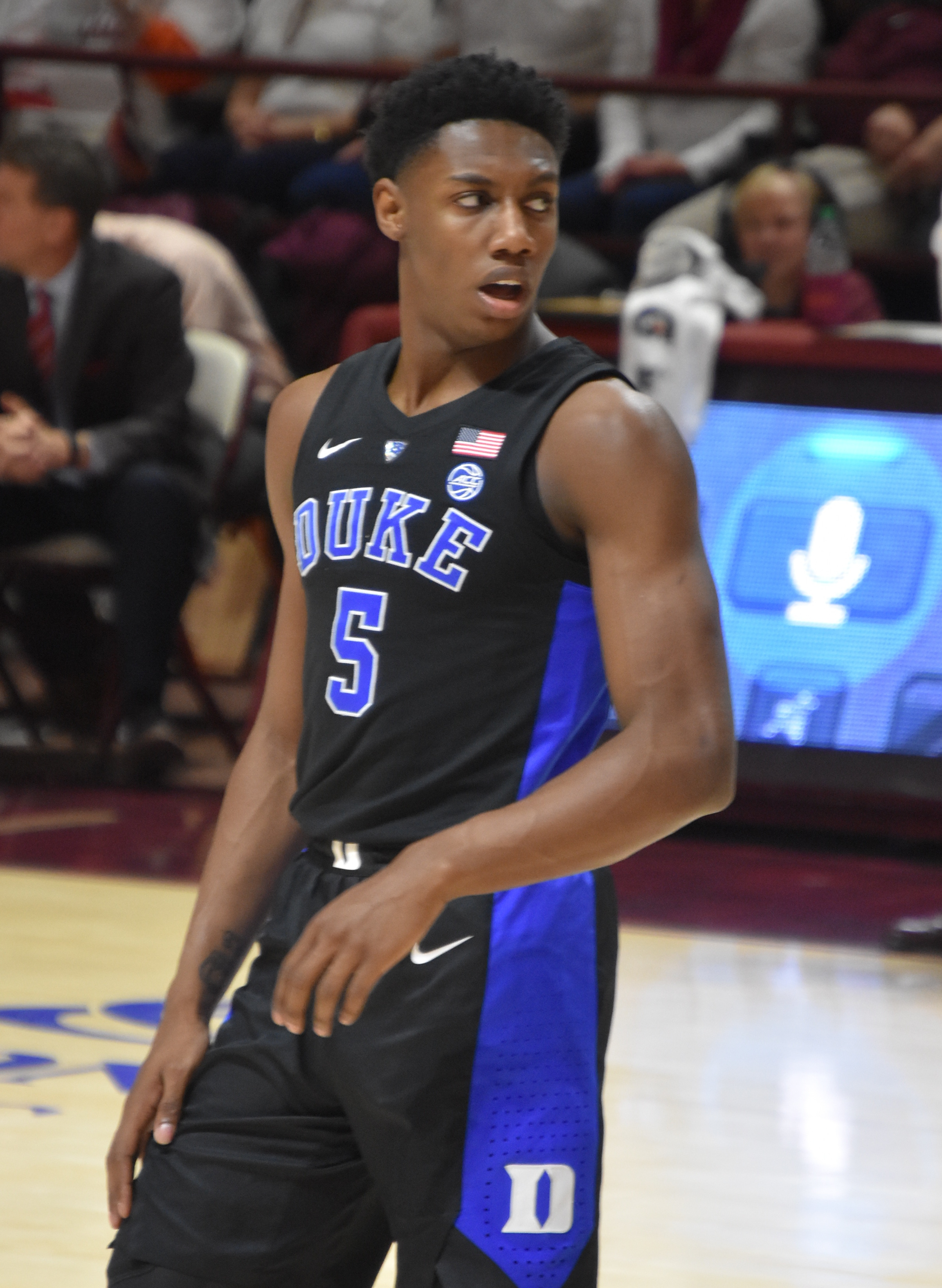
R. J. Barrett fue seleccionado en tercer lugar por New York Knicks.

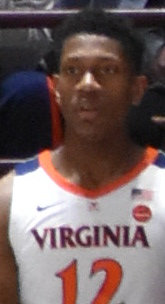
De'Andre Hunter fue elegido en cuarto lugar por Atlanta Hawks.

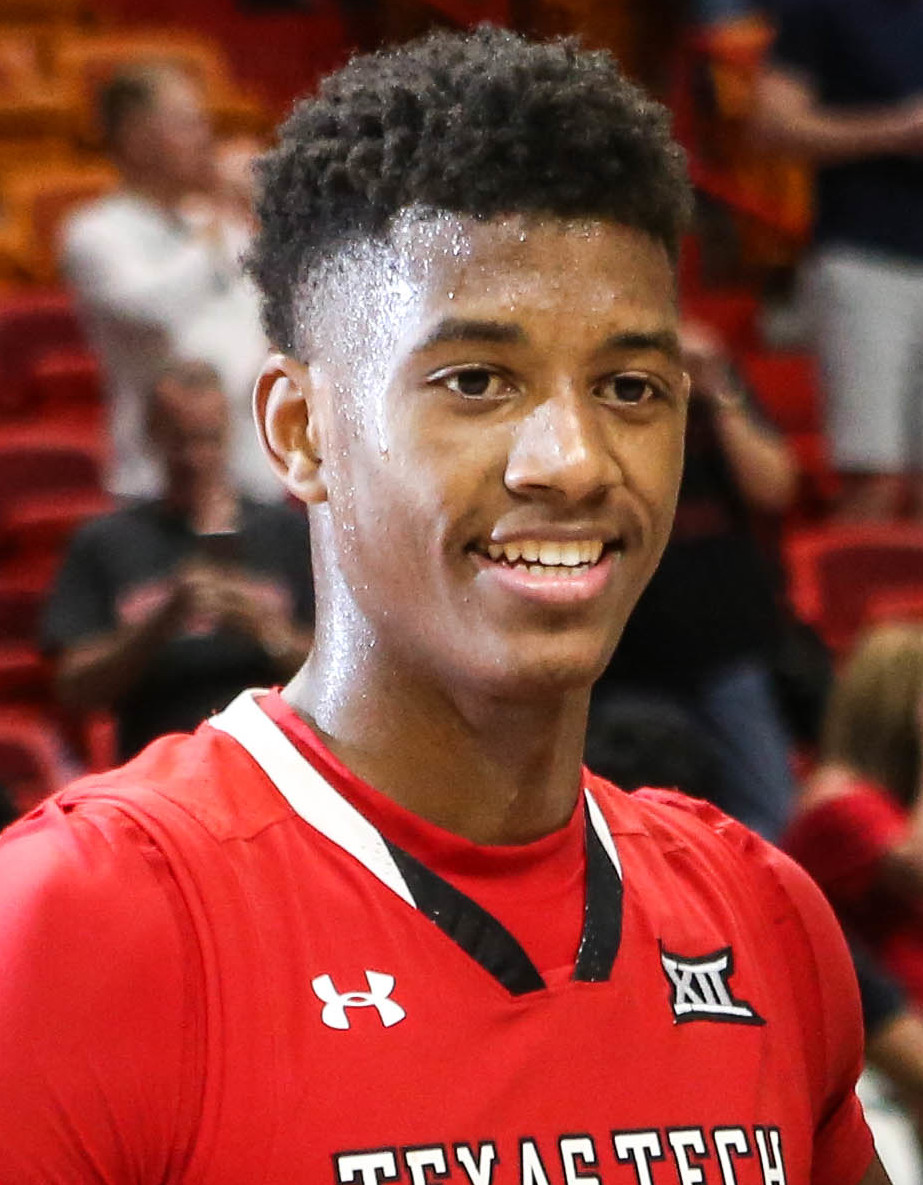
Jarrett Culver elegido en sexto lugar por Minnesota Timberwolves.

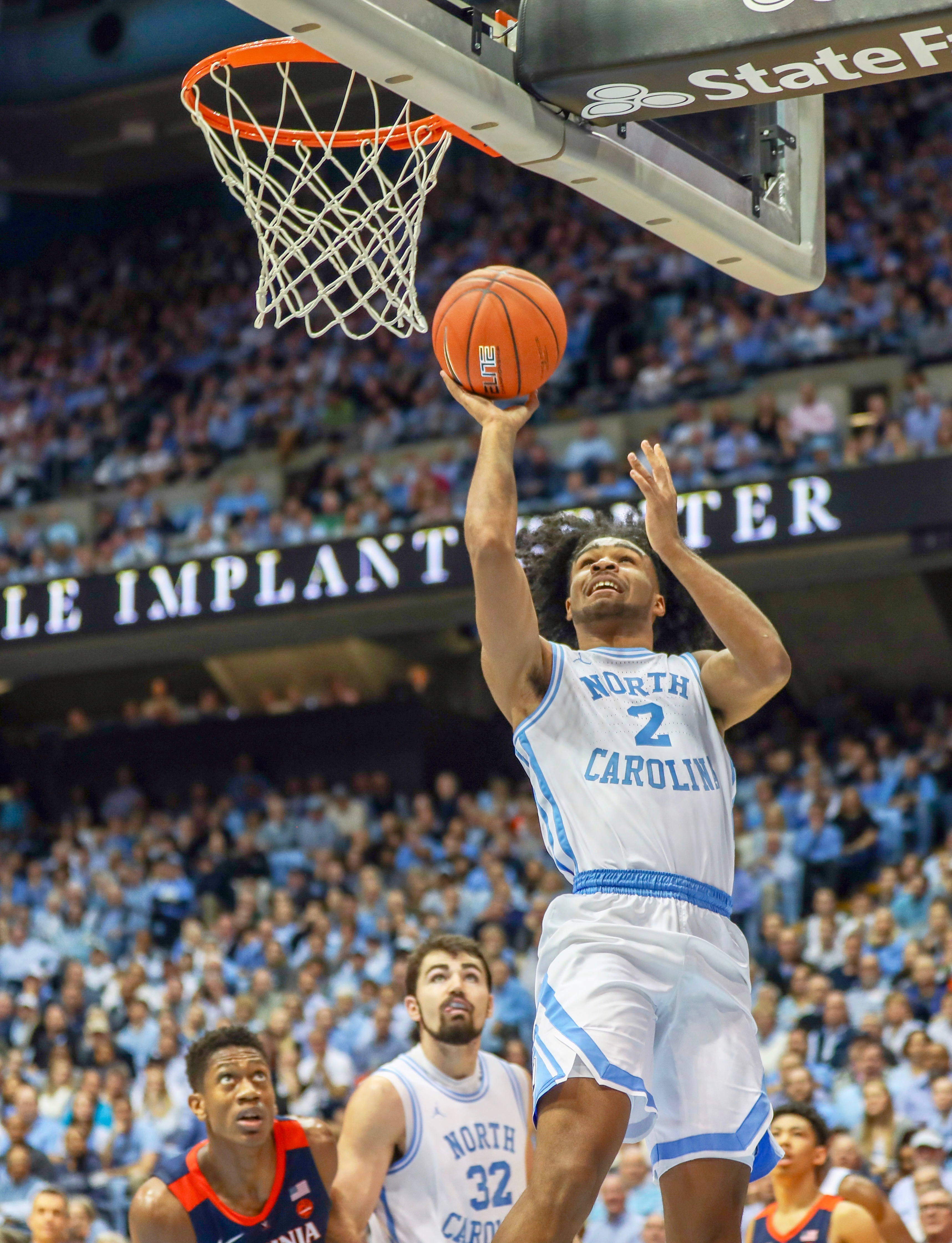
Coby White seleccionado en séptimo lugar por Chicago Bulls.

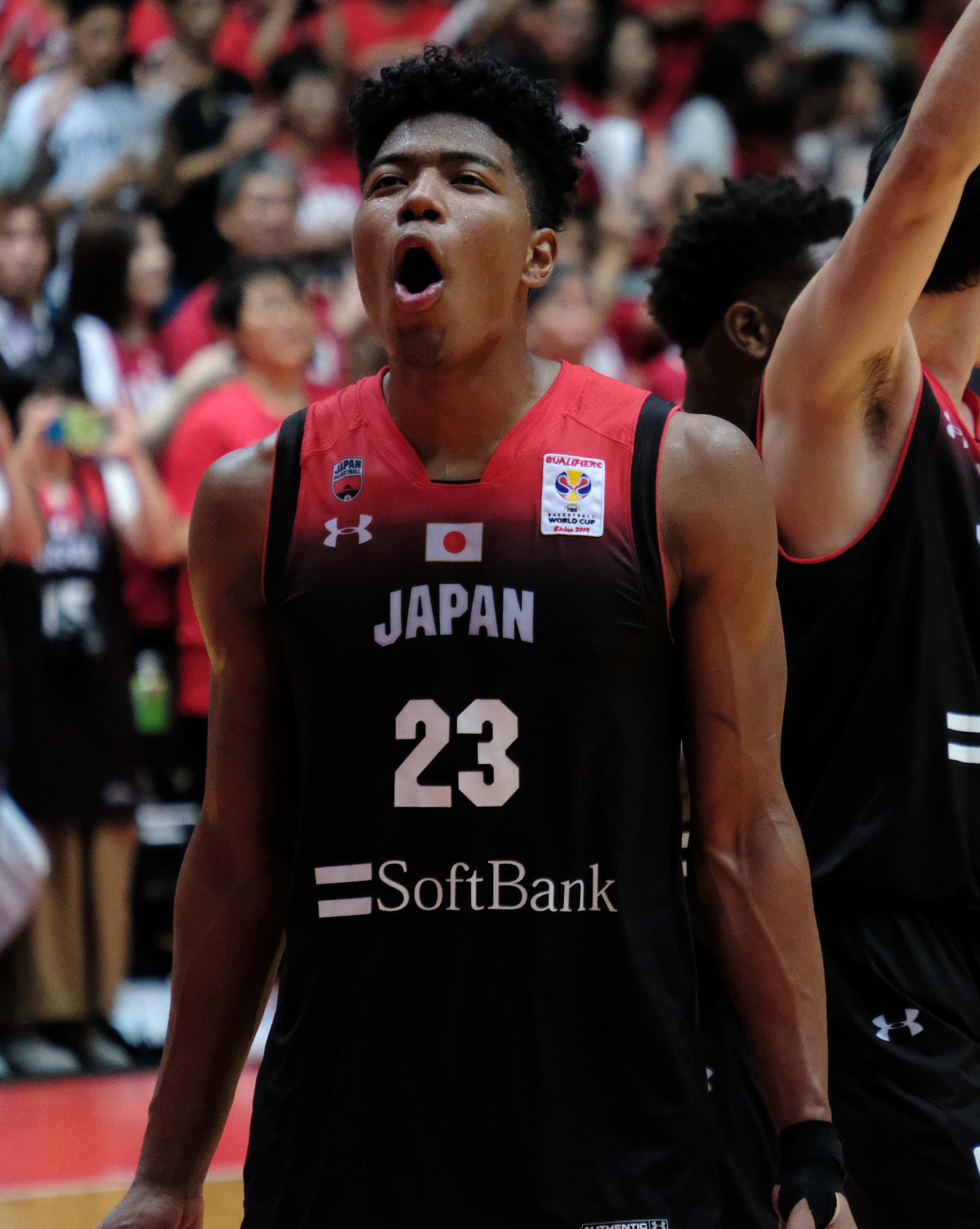
El japonés Rui Hachimura elegido en noveno lugar por Washington Wizards.

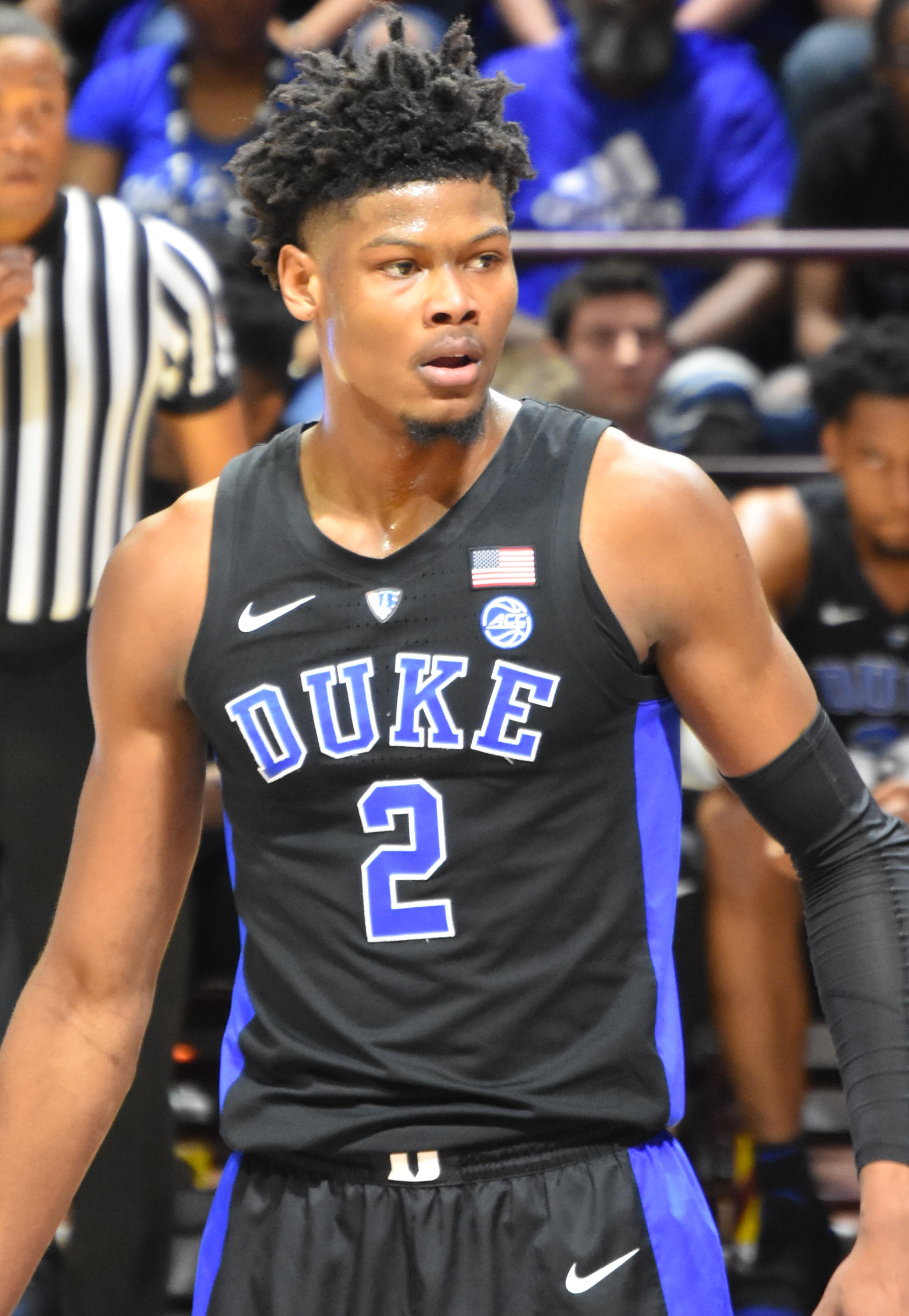
Cam Reddish, tercer jugador de Duke entre los 10 primeros, elegido por Atlanta Hawks.

|  |  | Indica jugador miembro del Basketball Hall of Fame                                                        |
|  |  | Indica jugador que ha sido seleccionado por lo menos en un All-Star Game y en el Mejor Quinteto de la NBA |
|  |  | Indica jugador que ha sido seleccionado por lo menos en un All-Star Game                                  |
|  |  | Indica jugador que ha sido seleccionado por lo menos en un Mejor Quinteto de la NBA                       |
|  |  | Indica jugador que nunca jugó en la temporada regular y los playoffs de la NBA                            |
|  |  | Indica jugador que ganó el premio de Rookie del Año de la NBA                                             |

| PG | Base | SG | Escolta | SF | Alero | PF | Ala Pívot | C | Pívot |

### Primera ronda
| Pick | Jugador                  | Pos.  | Nacionalidad   | Equipo                                          | Universidad / Club               |
| ---- | ------------------------ | ----- | -------------- | ----------------------------------------------- | -------------------------------- |
| 1    | Zion Williamson          | PF    | Estados Unidos | New Orleans Pelicans                            | Duke                             |
| 2    | Ja Morant                | PG    | Estados Unidos | Memphis Grizzlies                               | Murray State                     |
| 3    | R. J. Barrett            | SG/SF | Canadá         | New York Knicks                                 | Duke                             |
| 4    | De'Andre Hunter          | SF    | Estados Unidos | Atlanta Hawks (de L.A. Lakers vía New Orleans)  | Virginia                         |
| 5    | Darius Garland           | PG    | Estados Unidos | Cleveland Cavaliers                             | Vanderbilt                       |
| 6    | Jarrett Culver           | SG    | Estados Unidos | Minnesota Timberwolves (de Phoenix)             | Texas Tech                       |
| 7    | Coby White               | PG    | Estados Unidos | Chicago Bulls                                   | North Carolina                   |
| 8    | Jaxson Hayes             | C     | Estados Unidos | New Orleans Pelicans (de Atlanta)               | Texas                            |
| 9    | Rui Hachimura            | PF    | Japón          | Washington Wizards                              | Gonzaga                          |
| 10   | Cam Reddish              | SF    | Estados Unidos | Atlanta Hawks (de Dallas)                       | Duke                             |
| 11   | Cameron Johnson          | SG    | Estados Unidos | Phoenix Suns (de Minnesota)                     | North Carolina                   |
| 12   | P. J. Washington         | PF    | Estados Unidos | Charlotte Hornets                               | Kentucky                         |
| 13   | Tyler Herro              | SG    | Estados Unidos | Miami Heat                                      | Kentucky                         |
| 14   | Romeo Langford           | SG    | Estados Unidos | Boston Celtics (de Sacramento vía Philadelphia) | Indiana                          |
| 15   | Sekou Doumbouya          | PF    | Francia        | Detroit Pistons                                 | CSP Limoges (Francia)            |
| 16   | Chuma Okeke              | PF    | Estados Unidos | Orlando Magic                                   | Auburn                           |
| 17   | Nickeil Alexander-Walker | SG    | Canadá         | New Orleans Pelicans (de Brooklyn vía Atlanta)  | Virginia Tech                    |
| 18   | Goga Bitadze             | C     | Georgia        | Indiana Pacers                                  | Mega Bemax (Serbia)              |
| 19   | Luka Šamanić             | PF    | Croacia        | San Antonio Spurs                               | Olimpija Ljubljana (Eslovenia)   |
| 20   | Matisse Thybulle         | SF    | Estados Unidos | Boston Celtics (de L.A. Clippers vía Memphis)   | Washington                       |
| 21   | Brandon Clarke           | PF    | Canadá         | Memphis Grizzlies (de Oklahoma City)            | Gonzaga                          |
| 22   | Grant Williams           | PF    | Estados Unidos | Boston Celtics                                  | Tennessee                        |
| 23   | Darius Bazley            | SF    | Estados Unidos | Memphis Grizzlies (de Utah)                     | Princeton HS (Sharonville, Ohio) |
| 24   | Ty Jerome                | PG    | Estados Unidos | Philadelphia 76ers                              | Virginia                         |
| 25   | Nassir Little            | SF    | Estados Unidos | Portland Trail Blazers                          | North Carolina                   |
| 26   | Dylan Windler            | SF    | Estados Unidos | Cleveland Cavaliers (de Houston)                | Belmont                          |
| 27   | Mfiondu Kabengele        | C     | Canadá         | Brooklyn Nets (de Denver)                       | Florida State                    |
| 28   | Jordan Poole             | SG    | Estados Unidos | Golden State Warriors                           | Michigan                         |
| 29   | Keldon Johnson           | SF    | Estados Unidos | San Antonio Spurs (de Toronto)                  | Kentucky                         |
| 30   | Kevin Porter Jr.         | SG    | Estados Unidos | Milwaukee (traspasado a Cleveland vía Detroit)  | USC                              |

### Segunda ronda
| Pick | Jugador                | Pos. | Nacionalidad                         | Equipo                                                                  | Universidad / Club             |
| ---- | ---------------------- | ---- | ------------------------------------ | ----------------------------------------------------------------------- | ------------------------------ |
| 31   | Nicolas Claxton        | PF   | Islas Vírgenes de los Estados Unidos | Brooklyn Nets (de New York vía Philadelphia)                            | Georgia                        |
| 32   | KZ Okpala              | SF   | Estados Unidos                       | Phoenix Suns                                                            | Stanford                       |
| 33   | Carsen Edwards         | PG   | Estados Unidos                       | Philadelphia 76ers (de Cleveland vía New York y Orlando)                | Purdue                         |
| 34   | Bruno Fernando         | C    | Angola                               | Philadelphia 76ers (de Chicago vía L.A. Lakers)                         | Maryland                       |
| 35   | Marcos Louzada Silva   | SF   | Brasil                               | New Orleans Pelicans                                                    | Sesi/Franca (Brasil)           |
| 36   | Cody Martin            | SF   | Estados Unidos                       | Charlotte Hornets (de Washington vía Atlanta, Denver y Orlando)         | Nevada                         |
| 37   | Deividas Sirvydis      | SF   | Lituania                             | Dallas Mavericks                                                        | Rytas Vilnius (Lituania)       |
| 38   | Daniel Gafford         | C    | Estados Unidos                       | Chicago Bulls (de Memphis)                                              | Arkansas                       |
| 39   | Alen Smailagić         | C    | Serbia                               | New Orleans Pelicans                                                    | Santa Cruz Warriors (G-League) |
| 40   | Justin James           | SG   | Estados Unidos                       | Sacramento Kings (de Minnesota vía Cleveland y Portland)                | Wyoming                        |
| 41   | Eric Paschall          | PF   | Estados Unidos                       | Golden State Warriors (de L.A. Lakers vía Indiana, Cleveland y Atlanta) | Villanova                      |
| 42   | Admiral Schofield      | SF   | Estados Unidos                       | Philadelphia 76ers (de Sacramento vía Milwaukee y Brooklyn)             | Tennessee                      |
| 43   | Jaylen Nowell          | SF   | Estados Unidos                       | Minnesota Timberwolves (de Miami vía Charlotte)                         | Washington                     |
| 44   | Bol Bol                | C    | Sudán                                | Miami Heat (de Charlotte vía Atlanta)                                   | Oregon                         |
| 45   | Isaiah Roby            | SF   | Estados Unidos                       | Detroit Pistons (de Detroit vía Oklahoma City y Boston)                 | Nebraska                       |
| 46   | Talen Horton-Tucker    | SF   | Estados Unidos                       | Orlando Magic (de Brooklyn vía Charlotte y Memphis)                     | Iowa State                     |
| 47   | Ignas Brazdeikis       | SF   | Canadá                               | Sacramento Kings (de Orlando vía New York)                              | Michigan                       |
| 48   | Terance Mann           | SF   | Estados Unidos                       | Los Angeles Clippers                                                    | Florida State                  |
| 49   | Quinndary Weatherspoon | SG   | Estados Unidos                       | San Antonio Spurs                                                       | Mississippi State              |
| 50   | Jarrell Brantley       | SF   | Estados Unidos                       | Indiana Pacers                                                          | Charleston                     |
| 51   | Tremont Waters         | PG   | Estados Unidos Puerto Rico           | Boston Celtics                                                          | LSU                            |
| 52   | Jalen McDaniels        | PF   | Estados Unidos                       | Charlotte Hornets (de Oklahoma City)                                    | San Diego State                |
| 53   | Justin Wright-Foreman  | PG   | Estados Unidos Puerto Rico           | Utah Jazz                                                               | Hofstra                        |
| 54   | Marial Shayok          | SG   | Estados Unidos                       | Philadelphia 76ers                                                      | Iowa State                     |
| 55   | Kyle Guy               | PG   | Estados Unidos                       | New York Knicks (de Houston)                                            | Virginia                       |
| 56   | Jaylen Hands           | PG   | Estados Unidos                       | Los Angeles Clippers (de Portland vía Orlando y Detroit)                | UCLA                           |
| 57   | Jordan Bone            | PG   | Estados Unidos                       | New Orleans Pelicans (de Denver vía Milwaukee)                          | Tennessee                      |
| 58   | Miye Oni               | SG   | Estados Unidos                       | Golden State Warriors                                                   | Yale                           |
| 59   | Dewan Hernandez        | PF   | Estados Unidos                       | Toronto Raptors                                                         | Miami                          |
| 60   | Vanja Marinković       | SG   | Serbia                               | Sacramento Kings (de Milwaukee)                                         | Partizan Belgrado (Serbia)     |

## Jugadores destacados no elegidos en el draft
Estos jugadores no fueron seleccionados en el draft de la NBA de 2019, pero han jugado al menos un partido en la NBA.
| Jugador          | Pos.  | Nacionalidad   | Universidad/club                                |
| ---------------- | ----- | -------------- | ----------------------------------------------- |
| Kyle Alexander   | PF/C  | Canadá         | Tennessee                                       |
| Keljin Blevins   | SG    | Estados Unidos | Montana State                                   |
| Marques Bolden   | C     | Estados Unidos | Duke                                            |
| Brian Bowen      | SF/SG | Estados Unidos | Sydney Kings (Australia)                        |
| Ky Bowman        | PG    | Estados Unidos | Boston College                                  |
| Oshae Brissett   | SF    | Canadá         | Syracuse                                        |
| Armoni Brooks    | SG    | Estados Unidos | Houston                                         |
| Charlie Brown    | SF    | Estados Unidos | Saint Joseph's                                  |
| Moses Brown      | C     | Estados Unidos | UCLA                                            |
| Shaq Buchanan    | SG    | Estados Unidos | Murray State                                    |
| Devontae Cacok   | PF    | Estados Unidos | UNC Wilmington                                  |
| Devin Cannady    | PG    | Estados Unidos | Princeton                                       |
| Ahmad Caver      | PG    | Estados Unidos | Old Dominion                                    |
| Zylan Cheatham   | SF    | Estados Unidos | Arizona State                                   |
| Chris Clemons    | PG    | Estados Unidos | Campbell                                        |
| Amir Coffey      | SG    | Estados Unidos | Minnesota                                       |
| Tyler Cook       | PF    | Estados Unidos | Iowa                                            |
| Terence Davis    | SG    | Estados Unidos | Ole Miss                                        |
| Luguentz Dort    | SG    | Canadá         | Arizona State                                   |
| Tacko Fall       | C     | Senegal        | UCF                                             |
| Robert Franks    | PF    | Estados Unidos | Washington State                                |
| Hassani Gravett  | PG    | Estados Unidos | South Carolina                                  |
| Donta Hall       | PF/C  | Estados Unidos | Alabama                                         |
| Tyler Hall       | SG    | Estados Unidos | Montana State                                   |
| Jared Harper     | PG    | Estados Unidos | Auburn                                          |
| Jaylen Hoard     | SF    | Francia        | Wake Forest                                     |
| DaQuan Jeffries  | SG/SF | Estados Unidos | Tulsa                                           |
| Louis King       | SF    | Estados Unidos | Oregon                                          |
| John Konchar     | SG    | Estados Unidos | Purdue Fort Wayne                               |
| Vic Law          | SF    | Estados Unidos | Northwestern                                    |
| Jalen Lecque     | PG    | Estados Unidos | Brewster Academy (Wolfeboro, New Hampshire; HS) |
| Caleb Martin     | SG/SF | Estados Unidos | Nevada                                          |
| Jeremiah Martin  | PG    | Estados Unidos | Memphis                                         |
| Garrison Mathews | SG    | Estados Unidos | Lipscomb                                        |
| Adam Mokoka      | SG    | Francia        | Mega Bemax (Serbia)                             |
| Matt Mooney      | SG    | Estados Unidos | Texas Tech                                      |
| Juwan Morgan     | F     | Estados Unidos | Indiana                                         |
| Zach Norvell Jr. | SG    | Estados Unidos | Gonzaga                                         |
| Tariq Owens      | F     | Estados Unidos | Texas Tech                                      |
| Shamorie Ponds   | PG    | Estados Unidos | St. John's                                      |
| Jontay Porter    | PF    | Estados Unidos | Missouri                                        |
| Josh Reaves      | SG    | Estados Unidos | Penn State                                      |
| Naz Reid         | PF/C  | Estados Unidos | LSU                                             |
| Justin Robinson  | PG    | Estados Unidos | Virginia Tech                                   |
| Chris Silva      | PF    | Gabón          | South Carolina                                  |
| Max Strus        | SG    | Estados Unidos | DePaul                                          |
| Rayjon Tucker    | SG    | Estados Unidos | Little Rock                                     |
| Dean Wade        | PF    | Estados Unidos | Kansas State                                    |

## Jugadores sin cumplir todos los ciclos universitarios
Los jugadores listados en negrita han indicado públicamente que han contratado agentes, o tienen planes de hacerlo, por lo que son ya inelegibles para una nueva temporada en el baloncesto universitario en 2019–20.
| - Nickeil Alexander-Walker – G, Virginia Tech (sophomore) - R. J. Barrett – F, Duke (freshman) - Tyus Battle – G, Syracuse (junior) - / Bol Bol – C, Oregon (freshman) - Marques Bolden – C, Duke (junior) - Jordan Bone – G, Tennessee (junior) - Ky Bowman – G, Boston College (junior) - Iggy Brazdeikis – F, Michigan (freshman) - Oshae Brissett – F, Syracuse (sophomore) - Armoni Brooks – G, Houston (junior) - Charlie Brown – F, Saint Joseph's (sophomore) - Moses Brown – C, UCLA (freshman) - Brandon Clarke – F, Gonzaga (junior) - / Nicolas Claxton – F, Georgia (sophomore) - Amir Coffey – G, Minnesota (junior) - Tyler Cook – F, Iowa (junior) - Jarrett Culver – G, Texas Tech (sophomore) - Aubrey Dawkins – G, UCF (junior) - / Luguentz Dort – G, Arizona State (freshman) - Jason Draggs – F, Lee (freshman) - Carsen Edwards – G, Purdue (junior) - Bruno Fernando – F, Maryland (sophomore) - Daniel Gafford – F, Arkansas (sophomore) - Darius Garland – G, Vanderbilt (freshman) - Kyle Guy – G, Virginia (junior) - Rui Hachimura – F, Gonzaga (junior) - Jaylen Hands – G, UCLA (sophomore) - Jared Harper – G, Auburn (junior) - Jaxson Hayes – F, Texas (freshman) - Dewan Hernandez – F, Miami (junior) - Tyler Herro – G, Kentucky (freshman) - Amir Hinton – G, Shaw (junior) - Jaylen Hoard – F, Wake Forest (freshman) - Daulton Hommes – G, Point Loma (junior) - Talen Horton-Tucker – G, Iowa State (freshman) - De'Andre Hunter – G, Virginia (sophomore) - Ty Jerome – G, Virginia (junior) - Keldon Johnson – G, Kentucky (freshman) - Mfiondu Kabengele – F, Florida State (sophomore) - Louis King – F, Oregon (freshman) - V. J. King – F, Louisville (junior) - Sagaba Konate – F, West Virginia (junior) - Martin Krampelj – F, Creighton (junior) | - Romeo Langford – G, Indiana (freshman) - Cameron Lard – F, Iowa State (sophomore) - Dedric Lawson – F, Kansas (junior) - Jalen Lecque – G, Brewster Academy (postgraduate) - Jacob Ledoux – G, UTPB (junior) - Nassir Little – F, North Carolina (freshman) - Trevor Manuel – G/F, Olivet (junior) - Charles Matthews – G, Michigan (junior) - Jalen McDaniels – F, San Diego State (sophomore) - Ja Morant – G, Murray State (sophomore) - Zach Norvell Jr. – G, Gonzaga (sophomore) - Jaylen Nowell – G, Washington (sophomore) - Chuma Okeke – F, Auburn (sophomore) - KZ Okpala – F, Stanford (sophomore) - Miye Oni – G, Yale (junior) - Lamar Peters – G, Mississippi State (junior) - Shamorie Ponds – G, St. John's (junior) - Jordan Poole – G, Michigan (sophomore) - Jontay Porter – C, Missouri (sophomore) - Kevin Porter Jr. – G, USC (freshman) - Brandon Randolph – F, Arizona (sophomore) - Cam Reddish – G, Duke (freshman) - Isaiah Reese – G, Canisius (junior) - Naz Reid – F, LSU (freshman) - Austin Robinson – G, Kentucky Christian (sophomore) - Isaiah Roby – F, Nebraska (junior) - Ayinde Russell – G, Morehouse (junior) - / Samir Šehić – F, Tulane (junior) - Simisola Shittu – F, Vanderbilt (freshman) - Justin Simon – G, St. John's (junior) - D'Marcus Simonds – G, Georgia State (junior) - Jalen Sykes – F, St. Clair (Canada; junior) - Rayjon Tucker – G, Little Rock (junior) - Nick Ward – F, Michigan State (junior) - P. J. Washington – F, Kentucky (sophomore) - / Tremont Waters – G, LSU (sophomore) - Coby White – G, North Carolina (freshman) - Lindell Wigginton – G, Iowa State (sophomore) - Kris Wilkes – G, UCLA (sophomore) - Grant Williams – F, Tennessee (junior) - Zion Williamson – F, Duke (freshman) - Kenny Wooten – F, Oregon (sophomore) |

#### Jugadores internacionales
| - Goga Bitadze – C, KK Budućnost (Montenegro) - Yago dos Santos – G, Paulistano Corpore (Brasil) - Sekou Doumbouya – F, Limoges (Francia) - Matas Jogėla – G, Dzūkija Alytus (Lituania) - Marcos Louzada Silva – F, Franca (Brasil) | - William McDowell-White – G, Brose Bamberg (Alemania) - Adam Mokoka – G, Mega Bemax (Serbia) - Josh Obiesie – G, Brose Bamberg (Alemania) - David Okeke – F, Fiat Torino (Italia) - Luka Šamanić – F, Petrol Olimpija (Slovenia) - Deividas Sirvydis – G, Rytas Vilnius (Lituania) - Yovel Zoosman – G, Maccabi FOX Tel Aviv (Israel) |

### Jugadores elegibles automáticamente
Los jugadores que no sean contemplados como jugadores internacionales son automáticamente elegibles si cumplen alguno de los siguientes criterios:
- Han completado los cuatro años de elegibilidad en la universidad
- Si se han graduado en el high school en Estados Unidos, pero no se han enrolado en una universidad, y han pasado cuatro años desde su último año de instituto.
- Si han formado un contrato profesional con un equipo fuera de la NBA, en cualquier parte del mundo, y juegan bajo ese contrato.

Los jugadores considerados como "internationales" son elegibles automáticamente si cumplen los siguientes criterios:
- Han cumplido 22 años al menos en el año del draft. En términos de fechas, jugadores nacidos antes del 31 de diciembre de 1997 son elegibles.
- Han formado un contrato profesional con un equipo fuera de la NBA incluido en los Estados Unidos, y han jugado bajo ese contrato.

| Jugador       | Equipo                       | Nota                                                                        | Ref.    |
| ------------- | ---------------------------- | --------------------------------------------------------------------------- | ------- |
| Darius Bazley | Princeton High School (Ohio) | No jugó en ninguna universidad o liga en 2018.                              | [ 140 ] |
| Deon Lyle     | Chicago Ballers (JBA)        | Dejó UTSA en 2018; Jugando de forma profesional desde la temporada 2018–19. |         |
| Jordan Ray    | Atlanta Ballers (JBA)        | Comenzó a jugar de forma profesional en la temporada 2018–19.               | [ 141 ] |

## Lotería del draft
El sorteo de la lotería del draft tuvo lugar el 14 de mayo de 2019, durante la celebración de los playoffs. Este fue el primer año en el que se aplicó el nuevo sistema de lotería de la NBA, donde se determinarán los cuatro primeros puestos (en lugar de los tres como se hacía hasta ahora); y donde los 3 equipos peores tienen las mismas probabilidades para las 3 selecciones principales, con la selección del número 1 redondeando hasta el 14%, mientras que los equipos con mejores récords tendrán una mayor posibilidad de elegir entre los cuatro primeros en comparación con el sistema anterior.
| ^ | Indica los resultados de la lotería actuales |

| Equipo                 | Récord 2018-19 | Oport. | Probabilidades de lotería | Probabilidades de lotería | Probabilidades de lotería | Probabilidades de lotería | Probabilidades de lotería | Probabilidades de lotería | Probabilidades de lotería | Probabilidades de lotería | Probabilidades de lotería | Probabilidades de lotería | Probabilidades de lotería | Probabilidades de lotería | Probabilidades de lotería | Probabilidades de lotería |
| Equipo                 | Récord 2018-19 | Oport. | 1º                        | 2º                        | 3º                        | 4º                        | 5º                        | 6º                        | 7º                        | 8º                        | 9º                        | 10º                       | 11º                       | 12º                       | 13º                       | 14º                       |
| ---------------------- | -------------- | ------ | ------------------------- | ------------------------- | ------------------------- | ------------------------- | ------------------------- | ------------------------- | ------------------------- | ------------------------- | ------------------------- | ------------------------- | ------------------------- | ------------------------- | ------------------------- | ------------------------- |
| New York Knicks        | 17–65          | 140    | .140                      | .134                      | .127                      | .119                      | .479                      | —                         | —                         | —                         | —                         | —                         | —                         | —                         | —                         | —                         |
| Cleveland Cavaliers    | 19–63          | 140    | .140                      | .134                      | .127                      | .119                      | .278                      | .200                      | —                         | —                         | —                         | —                         | —                         | —                         | —                         | —                         |
| Phoenix Suns           | 19–63          | 140    | .140                      | .134                      | .127                      | .119                      | .148                      | .260                      | .071                      | —                         | —                         | —                         | —                         | —                         | —                         | —                         |
| Chicago Bulls          | 22–60          | 125    | .125                      | .122                      | .119                      | .114                      | .072                      | .257                      | .168                      | .022                      | —                         | —                         | —                         | —                         | —                         | —                         |
| Atlanta Hawks          | 29–53          | 105    | .105                      | .105                      | .105                      | .105                      | .022                      | .196                      | .267                      | .088                      | .006                      | —                         | —                         | —                         | —                         | —                         |
| Washington Wizards     | 32–50          | 90     | .090                      | .092                      | .094                      | .096                      | —                         | .086                      | .296                      | .206                      | .038                      | .002                      | —                         | —                         | —                         | —                         |
| New Orleans Pelicans   | 33–49          | 60     | .060                      | .063                      | .067                      | .072                      | —                         | —                         | .197                      | .372                      | .151                      | .016                      | .000                      | —                         | —                         | —                         |
| Memphis Grizzlies      | 33–49          | 60     | .060                      | .063                      | .067                      | .072                      | —                         | —                         | —                         | .312                      | .341                      | .080                      | .005                      | .000                      | —                         | —                         |
| Dallas Mavericks       | 33–49          | 60     | .060                      | .063                      | .067                      | .072                      | —                         | —                         | —                         | —                         | .464                      | .243                      | .029                      | .001                      | .000                      | —                         |
| Minnesota Timberwolves | 36–46          | 30     | .030                      | .033                      | .036                      | .040                      | —                         | —                         | —                         | —                         | —                         | .659                      | .190                      | .012                      | .000                      | .000                      |
| Los Angeles Lakers     | 37–45          | 20     | .020                      | .022                      | .024                      | .028                      | —                         | —                         | —                         | —                         | —                         | —                         | .776                      | .126                      | .004                      | .000                      |
| Charlotte Hornets      | 39–43          | 10     | .010                      | .011                      | .012                      | .014                      | —                         | —                         | —                         | —                         | —                         | —                         | —                         | .861                      | .090                      | .002                      |
| Miami Heat             | 39–43          | 10     | .010                      | .011                      | .012                      | .014                      | —                         | —                         | —                         | —                         | —                         | —                         | —                         | —                         | .906                      | .046                      |
| Sacramento Kings       | 39–43          | 10     | .010                      | .011                      | .012                      | .014                      | —                         | —                         | —                         | —                         | —                         | —                         | —                         | —                         | —                         | .952                      |